# ハンマーブロー
ハンマーブローとはロッド式駆動を採用する蒸気機関車に起こる現象で、動輪が軌条に対して与える上下方向の槌打力のことである。走り装置における重量バランスの不均衡により発生する。
レシプロエンジンではピストンやロッドなどの重量がある物体が動くので、カウンターウエイト（錘）をつけて重心移動を相殺することが1845年にはすでに行われていたが、蒸気機関車の場合は地上に据え置かれた機関と異なり、前後に往復する往復部（ピストン、ピストン棒、クロスヘッド、コネクティングロッド（主連棒）の重心より前方部分）と動輪の周りを回転する回転部（クランクピン、カプリングロッド（連結棒）、リターンクランク、主連棒および偏心棒の重心より後方部分）との2種類の移動があり、往復部のレシプロマスを完全にバランスがとれるように錘をつけると、今度は上下方向のバランスが崩れて機関車が飛び跳ねるように動き、重心が上下移動する際に軸重が減増するのでレールの損傷や脱線の原因となるが、逆に回転部側の釣り合いを合わせてしまうと今度は前後に車体を揺する力が残り、牽引力のムラが出たり乗り心地の悪化（＝車体のヨーイングや蛇行動の原因となる）を起こす。どちらかをある程度まで減らすことは可能なので軌道が弱いところほどハンマーブローに気を使うようにするが、基本的に普通の2気筒の機関車では前後動の50 %から25 %程度までしかバランスを取らずに残りをハンマーブロー対策に使う。
理論上は左右のピストンを180度逆の位相にすることでカウンターウェイトなしの2気筒でもハンマーブローと前後振動を完全に打ち消せるが、この方法をすると2つのシリンダーが同時に死点（主連棒とクランクが一直線になる状態、クランクを回せない。）に来る危険があり、停車時のピストン位置が悪いと起動不能になるため、この方法で振動を抑えた機関車はない。
1861年にオーストリアで左右それぞれに逆方向に動くピストンを2つずつ備えた試作車が作られているが、量産はされていない。
ある程度は抑えられる方法として2気筒を台枠の内側に置き、クランクを連結棒と180度の位置（クランクが上に来た時に連結棒が下に来るようにする）に付ければ主連棒が連結棒と動きを相殺し合う方法があり、イギリスでは内側シリンダー機としてかなり後までこの方式の機関車があったが、フランスではド・グレンによって1886年にコンパウンド（複式）による燃費改善を目的として701型機関車が作られた際に高圧と低圧のシリンダーをそれぞれフレームの内外に取り付ける4気筒機関車が考え出され、これを元にノール鉄道のデュ・ブスケは高圧と低圧のクランク位相差を180度ずらして「バランスド・コンパウンド」と呼ばれる仕組みの機関車を作った。このバランスド・コンパウンドの車両ではレシプロマスの移動が大きく打ち消せたので、錘がほぼ連結棒だけ考慮すればよく2気筒の物に比べてかなり小さくなっている。
なお、複式がきっかけで始まった多気筒によるハンマーブロー・前後振動対策だが、複式である事と振動を抑える事に直接の関係はなく、イギリスなどでは複式を採用せずに単式のままの多気筒を採用して問題はなかった他、複式4気筒でもアメリカのボールドウィン社が行っていたヴォークレイン式複式蒸気機関（台枠外側の左右にシリンダーが2つずつ付いた4気筒）では、高圧用ピストンと低圧用ピストンが同じ方向に動くことでレシプロマス相殺が起きないどころか、ピストン数が増えただけ重量がかさみ、振動が悪化しているといった事例がある。
これ以外には2気筒・外側シリンダーのみの場合でもレシプロマスを軽量化すれば振動が減るので、保守上の理由で内側シリンダーを嫌うアメリカでは堅固な線路によるハンマーブロー対策（当然錘は前後振動対策に割り振る）の他、強度の高い素材の使用・強度に問題ない部位の中空化・シリンダーを縮小してその分カットオフを大きくとる（ただし蒸気の消費量は上がる）などの対策や、駆動装置が独立していれば1つ1つが軽量化できるため、これ以前からあったマレー式を改良した単式関節機などでアメリカでは振動を軽減していた。

## 参考：クランク位相の特性
（×＝劣る、△＝ややおとる、〇＝すぐれている、◎＝非常にすぐれている）
| 気筒数            | 2気筒 | 3気筒 | 4気筒（通常） | 4気筒（＊） |
| ----------------- | ----- | ----- | ------------- | ----------- |
| トルク変動        | ×     | 〇    | ×             | ◎           |
| 1回転のトルクの山 | 4回   | 6回   | 4回           | 8回         |
| レシプロバランス  | ×     | 〇    | ◎             | △           |
| 位相（度）        | 90    | 120   | 90            | 45          |

（ヴォークレーン式4気筒は2気筒と同じ、関節機は個々の駆動系の気筒に準拠。）

## 参考資料
- 齋藤晃「蒸気機関車200年史」、NTT出版、2007年、ISBN 978-4-7571-4151-3。
- ジョン・ウェストウッド「世界の鉄道の歴史図鑑　蒸気機関車から超高速列車までの200年　ビジュアル版 」、柊風舎、2010年9月、ISBN 978-4-903530-39-0。
- 齋藤晃「蒸気機関車の技術史 (改訂増補版)　 (交通ブックス117)」、成山堂書店、2018年、ISBN 978-4425761623。
- 髙木　宏之. “日本の蒸気機関車データ集　第2章　重量関係”.   機関車技術研究会. 2011年4月2日閲覧。